# Herz-Jesu-Kirche (Elversberg)

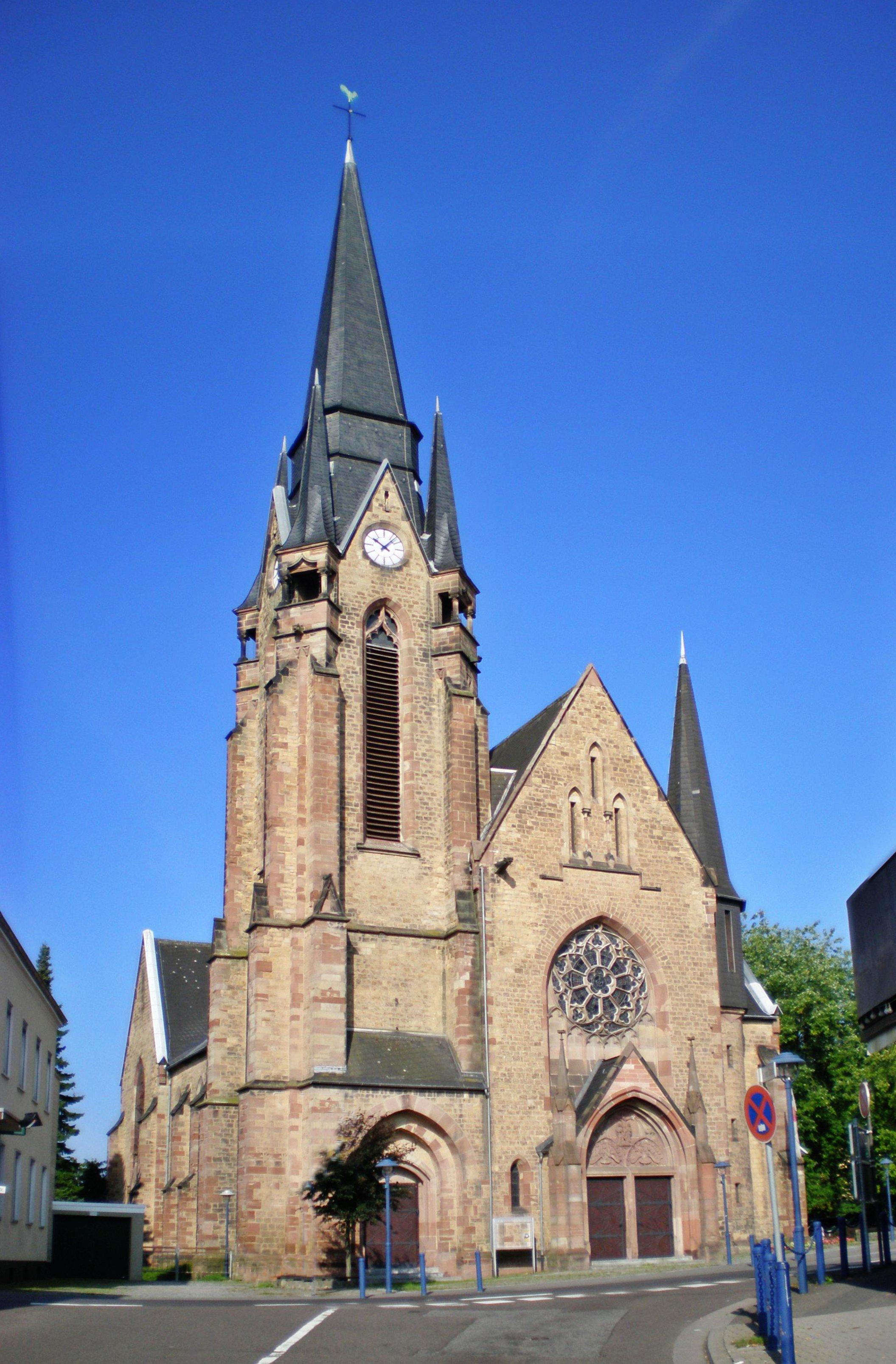
Die Pfarrkirche Herz Jesu in Elversberg

Die Herz-Jesu-Kirche ist eine profanierte römisch-katholische Pfarrkirche im Gemeindebezirk Elversberg der Gemeinde Spiesen-Elversberg, Landkreis Neunkirchen. Sie trägt das Patrozinium der Verehrung des heiligsten Herzens Jesu. In der Denkmalliste des Saarlandes ist das Kirchengebäude als Einzeldenkmal aufgeführt.

## Geschichte

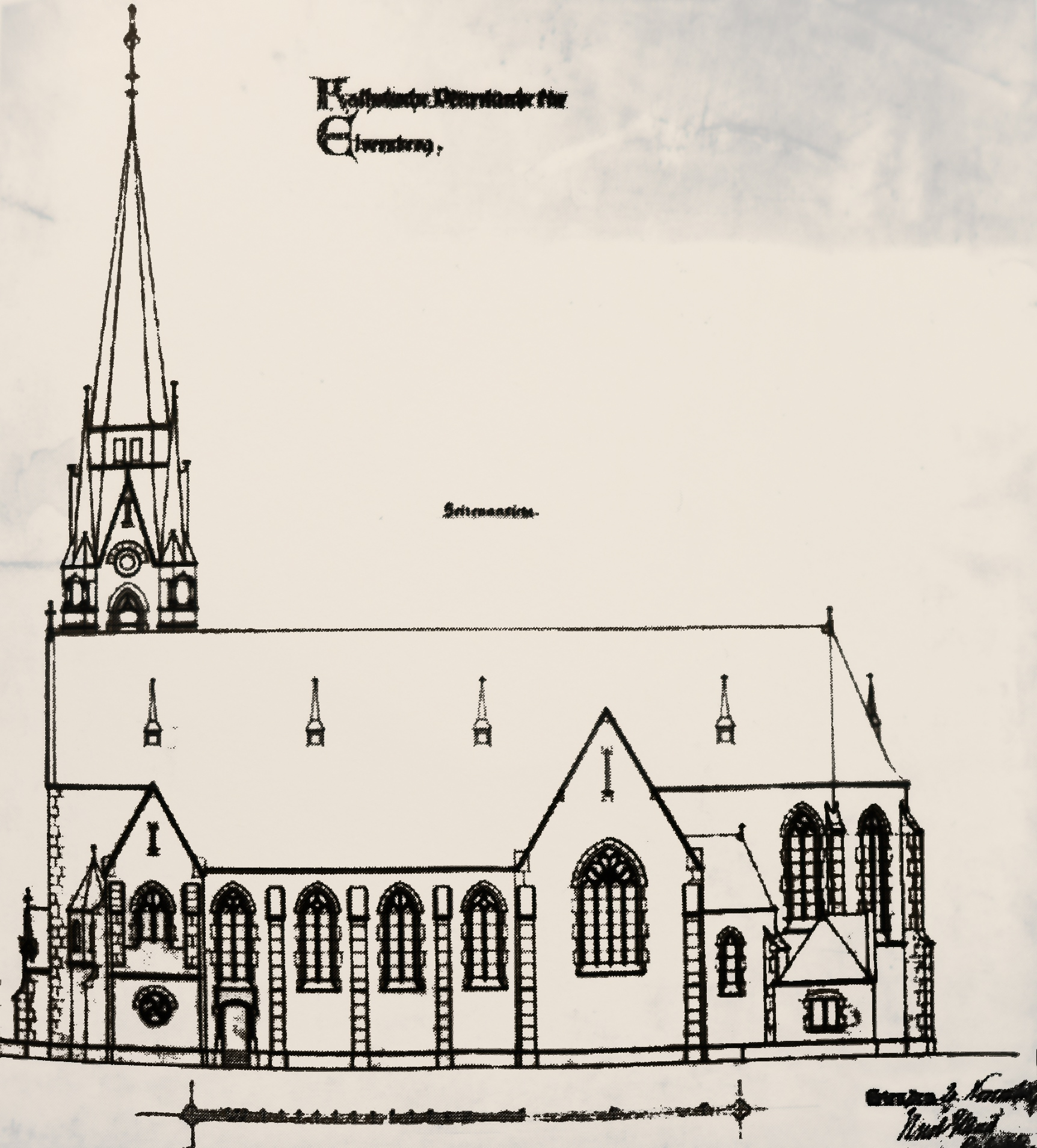
Entwurf der Südansicht von Ernst Brand, Planstadium November 1898

Die ersten Pläne zum Bau der Kirche wurden 1888 vom Architekten Ernst Brand (Trier) vorgelegt. 1898 kam es zu einer zweiten Fassung dieser Pläne. In den Jahren 1900–01 erfolgte schließlich der Bau des Kirchengebäudes. 1928 wurde die Kirche durch den Anbau einer Sakristei nach Plänen des Architekten Josef Wilhelm Stockhausen (Neunkirchen) erweitert. Eine erste Restaurierung des Kircheninneren erfolgte 1935, eine zweite 1976 durch Architekt Richard Malter (Spiesen-Elversberg), bei der die Fresken von 1935 wieder freigelegt und restauriert wurden, die zwischenzeitlich verdeckt waren. Eine dritte Restaurierung durch Architekt Ralf Bock im Jahr 1999 betraf das Dach des Kirchturms. Der Turm erhielt dabei ein neues Turmkreuz und eine neue Halterung für den Wetterhahn. 2003 wurden Umbaupläne für den Altarraum vorgelegt, der einer umfassenden Restaurierung bedurfte.
Im März 2015 musste die Kirche wegen herab gefallener Deckenteile aus Sicherheitsgründen geschlossen werden. Eine Begutachtung der Deckenschäden ergab eine Vielzahl von Rissen im Gewölbe. Im Jahr 2015 war eine Sanierung der Decke nicht mehr möglich, sodass die Kirche auf zunächst unbestimmte Zeit geschlossen blieb. Am 22. November 2020 wurde sie vom Trierer Bischof Stephan Ackermann formal profaniert, nachdem der Verwaltungsrat der Kirchengemeinde beschlossen hatte, sie der Zivilgemeinde zu übertragen.

## Baubeschreibung

### Architektur
Die Kirche wurde im Stil der Neugotik errichtet. Bei der architektonischen Grundform des Kirchengebäudes handelt es sich um eine Stufenhalle oder Pseudobasilika mit kreuzförmigem Grundriss. Das Gebäude gliedert sich in ein dreischiffiges Langhaus, das in ein Mittelschiff und zwei etwas niedrigere Seitenschiffe unterteilt ist,  ein Querhaus und einen fünfseitigen polygonalen Chor. Die Decken der Kirchenschiffe werden von Kreuzrippengewölben geformt. Der Kirchturm ist im Süden seitlich an das Mittelschiff gestellt und trägt einen Spitzhelm, der von vier kleineren Spitzhelmen auf den Turmecken umgeben ist. Ein weiterer, niedrigerer Turm mit oktogonalem Spitzheim befindet sich auf der Nordseite des Mittelschiffes und bildet mit dem eigentlichen Kirchturm einen Teil der Eingangsfassade.

### Das Äußere der Kirche
Bemerkenswert am Außenbau der Kirche sind die Fensterrose über dem Haupteingangsportal und die großen Maßwerkfenster an den Stirnseiten des Turmes. 1999 erhielt der Turm ein neues Turmkreuz. Gleichzeitig wurde der auf dem Turmkreuz sitzende Wetterhahn restauriert und mit einer neuen Halterung versehen. Die Arbeiten dazu wurden von der Schlosserei Klein (Elversberg) ausgeführt.

### Das Kircheninnere

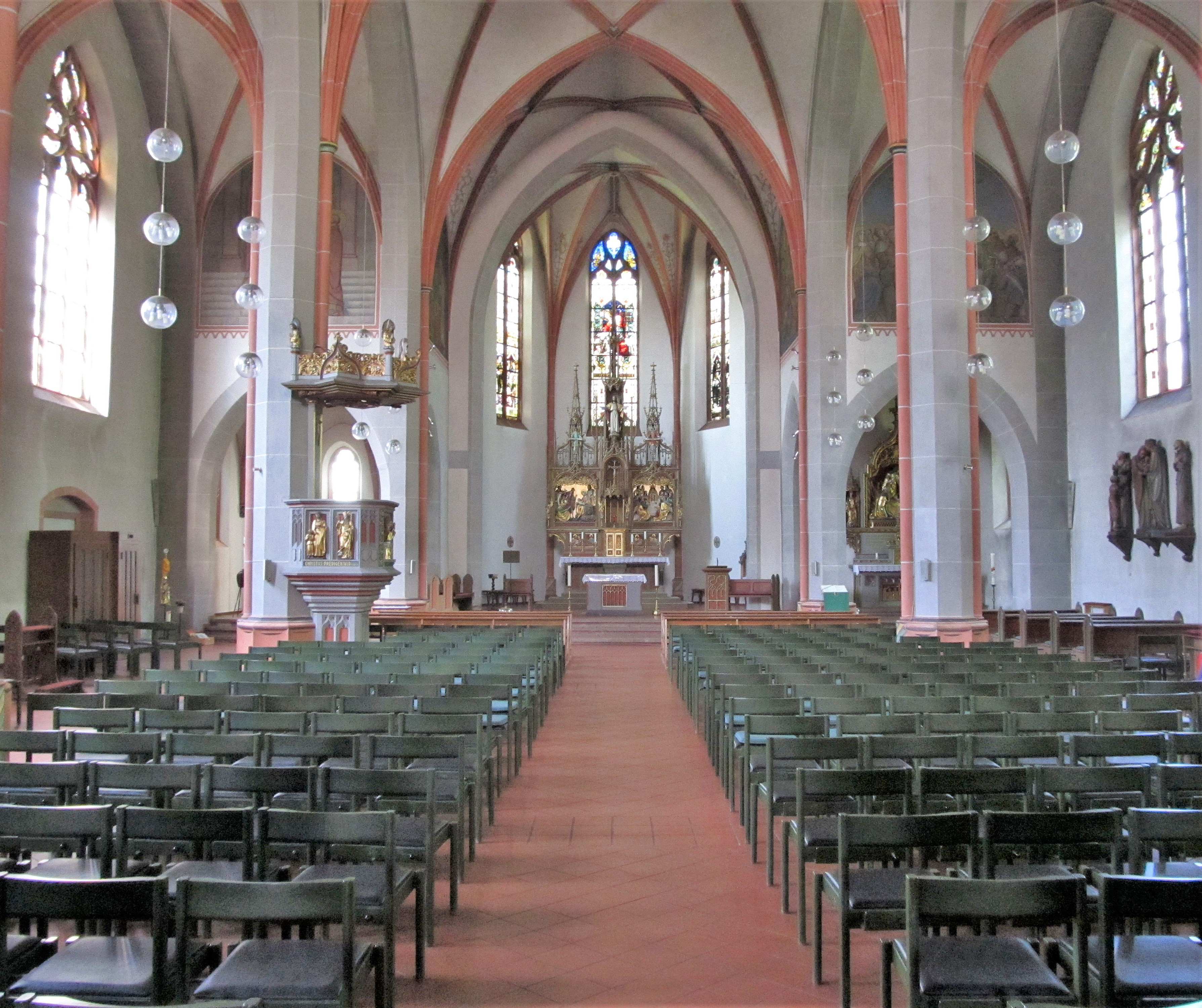
Blick ins Innere der Kirche

Im Inneren der Kirche findet sich sakrale Kunst des Kirchenmalers Alfred Gottwald (Bonn), der 1935 Fresken im Chor fertigte, die das Leitmotiv der Kirche „Jesus hat ein Herz für Menschen“ aufgreifen. Diese Fresken waren zeitweise übertüncht, wurden aber 1976 wieder freigelegt und restauriert. Der gotisch nachempfundene Hochaltar stammt von der Altarbauwerkstatt Port (Münstermaifeld), die Fenster wurden von der Glaswerkstätte Binsfeld (Trier) gefertigt. Des Weiteren findet sich in der Kirche ein Josefsaltar, der an den Erbauer der Kirche, Pastor Wilhelm Albertz, erinnert, und ein Marienaltar.

## Orgel

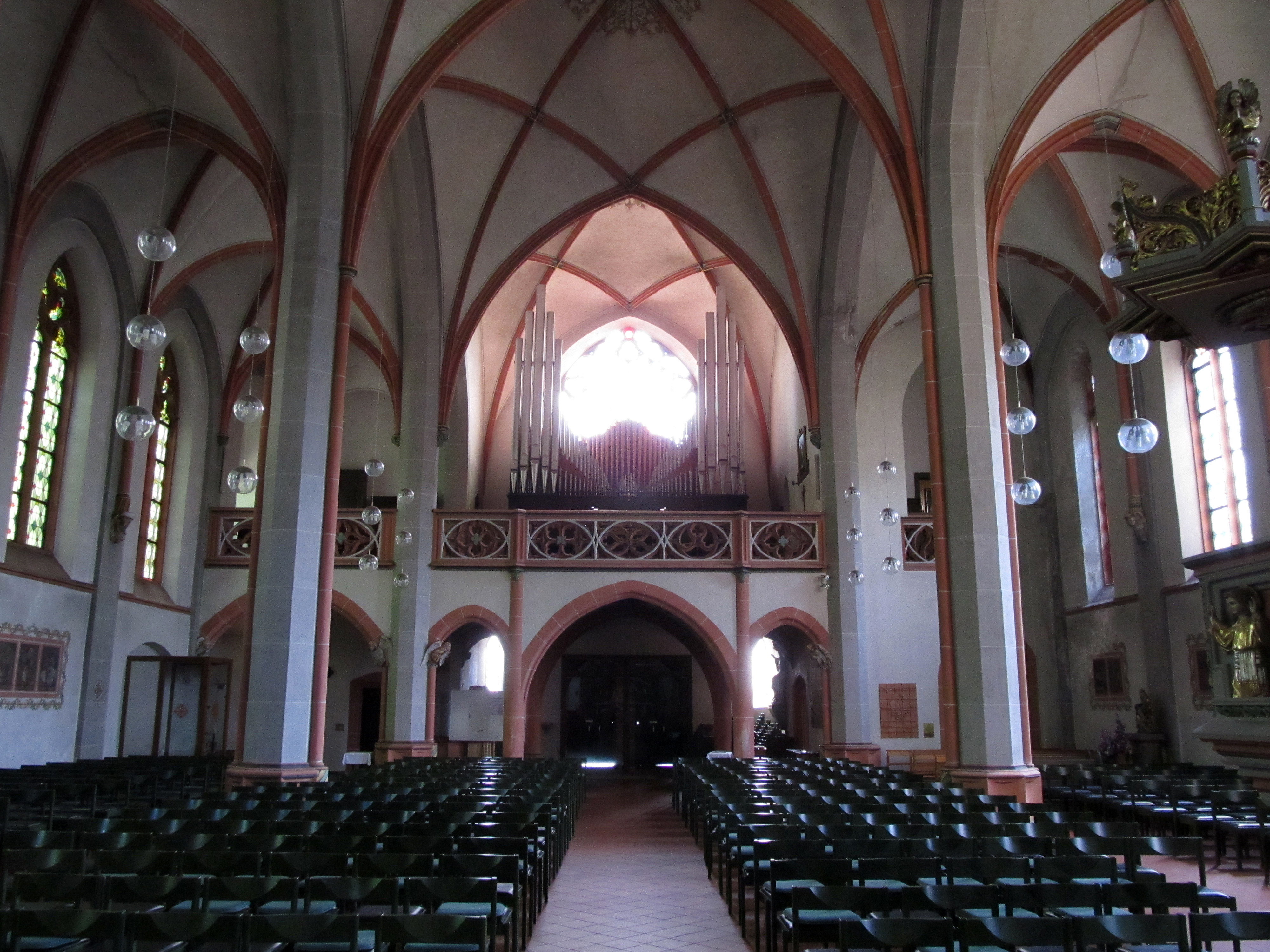
Blick vom Altarraum in Richtung Empore und Orgelprospekt

Die Orgel der Kirche wurde 1938 von der Firma Gebr. Späth Orgelbau (Mengen) erbaut. Das auf einer Empore aufgestellte Instrument verfügt über 26 Register, verteilt auf 3 Manuale und Pedal. Ferner besitzt die Orgel einen freistehenden Spieltisch sowie elektropneumatische Trakturen.
| I Hauptwerk C–g3 |             |     |
| 1.               | Quintatön   | 16′ |
| 2.               | Principal   | 8′  |
| 3.               | Gedeckt     | 8′  |
| 4.               | Octav       | 4′  |
| 5.               | Rohrflöte   | 4′  |
| 6.               | Blockflöte  | 2′  |
| 7.               | Mixtur IV   |     |
| 8.               | Trompete II | 8′  |

| II Schwellwerk C–g3 |                   |       |
| 9.                  | Konzertflöte      | 8′    |
| 10.                 | Spitzgamba        | 8′    |
| 11.                 | Singend Principal | 4′    |
| 12.                 | Flöte             | 4′    |
| 13.                 | Superquinte       | 1 ⁄3′ |
| 14.                 | Sifflet           | 1′    |
| 15.                 | Cornett III-IV    |       |
| 16.                 | Dulzian           | 16′   |
| 17.                 | Rohrschalmey      | 4′    |
|                     | Tremulant         |       |

| III Positiv C–g3 |              |    |
| 18.              | Rohrflöte    | 8′ |
| 19.              | Kleingedeckt | 4′ |
| 20.              | Dolkan       | 4′ |
| 21.              | Principal    | 2′ |
| 22.              | Cymbel III   |    |
| 23.              | Krummhorn    | 8′ |
|                  | Tremulant    |    |

| Pedal C–f1 |             |     |
| 24.        | Principal   | 16′ |
| 25.        | Subbass     | 16′ |
|            | Octavbass   | 8′  |
|            | Rohrgedackt | 8′  |
|            | Bassflöte   | 4'  |
|            | Sopranflöte | 2'  |
| 26.        | Posaune     | 16′ |
|            | Trompete    | 8′  |
|            | Trompete    | 4′  |

- Koppeln:
  - Normalkoppeln: I/II, II/I, III/I, III/II, I/P, II/P, III/P
  - Suboktavkoppeln: II/I
- Spielhilfen: zwei freie Kombinationen, zwei automatische Pedalkombinationen, Tutti, Crescendo

Anmerkungen
1. ↑  
Oktavauszug aus Principal 16′
2. 1 2 3  
Oktavauszug aus Subbass 16′
3. 1 2  
Transmission/Oktavauszug aus dem Hauptwerk

## Glocken
Alle fünf Glocken aus dem Jahr 1923 goss die Saarburger Glockengießerei Mabilon für die katholische Gemeinde Elversberg. 1942 wurde im Zuge der Glockenabnahme im Zweiten Weltkrieg das Geläut komplett unter Schutz gestellt. Vier der fünf Glocken, außer die große Glocke, wurden nach Hamburg geliefert, kamen aber nach dem Krieg völlig überraschend wieder zurück. Es handelt sich hierbei um das einzig komplett erhalten gebliebene Großgeläut des Saarlandes aus der Zwischenkriegszeit. Heute stehen die fünf Bronzeglocken unter Denkmalschutz.
| Nr. | Ton  | Gussjahr | Gießer, Gussort   | Gewicht (kg) | Durchmesser (cm) |
| 1   | d1   | 1923     | Mabilon, Saarburg | 1452         | 135              |
| 2   | fis1 | 1923     | Mabilon, Saarburg | 673          | 107              |
| 3   | a1   | 1923     | Mabilon, Saarburg | 403          | 90               |
| 4   | h1   | 1923     | Mabilon, Saarburg | 296          | 80               |
| 5   | d2   | 1923     | Mabilon, Saarburg | 178          | 67               |